# Centro de carena

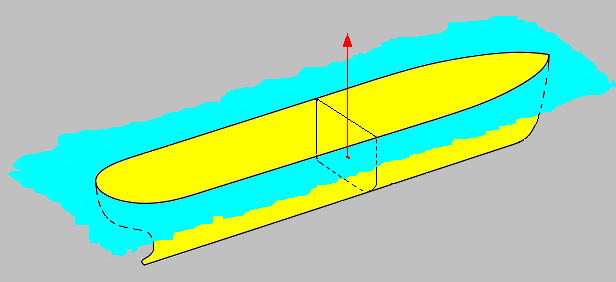
Centro de carena y vector empuje.

Centro de carena es el centro de gravedad del volumen de agua desplazado por un flotador, para una condición dada. También se conoce con el nombre de centro de empuje, ya que es con fines de estabilidad donde se considera aplicada dicha fuerza. 
Se representa con la letra C y en algunas publicaciones con la letra B para equipararlo al "center of buoyancy" del inglés.
Dado el movimiento del buque en las olas, la posición del centro de carena es variable y depende de la forma y volumen de casco sumergido en ese instante.
La curva en el plano trasversal que describe el centro de carena para los diferentes ángulos de rolido, se denomina Curva del centro de carena y sus radios: Radios de curvatura.

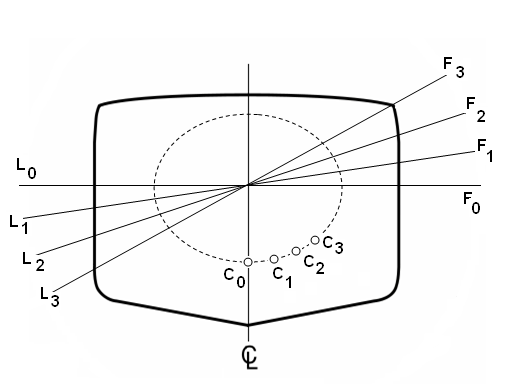
Curva descrita por el centro de carena C.

En el gráfico de la derecha se observa la curva descrita por el centro de carena C de un buque para las diversas condiciones de flotación L0-F0; L1-F1; L2-F3 y L3-F3.